# Hyloxalus fascianigrus
Hyloxalus fascianigrus es una especie de anfibio anuro de la familia Dendrobatidae.

## Distribución geográfica
Esta especie es endémica de Colombia. Habita en los departamentos de Chocó, Cauca y Valle del Cauca entre los 1600 a 1900 m de altitud en la Cordillera Occidental.

## Publicación original
- Grant & Castro-Herrera, 1998 : The cloud forest Colostethus (Anura, Dendrobatidae) of a region of the Cordillera Occidental of Colombia. Journal of Herpetology, vol. 32, n.º 3, p. 378-392.[5]